# Odontomachus ruginodis
Odontomachus ruginodis är en myrart som beskrevs av Smith 1937. Odontomachus ruginodis ingår i släktet Odontomachus och familjen myror. Inga underarter finns listade i Catalogue of Life.

## Bildgalleri

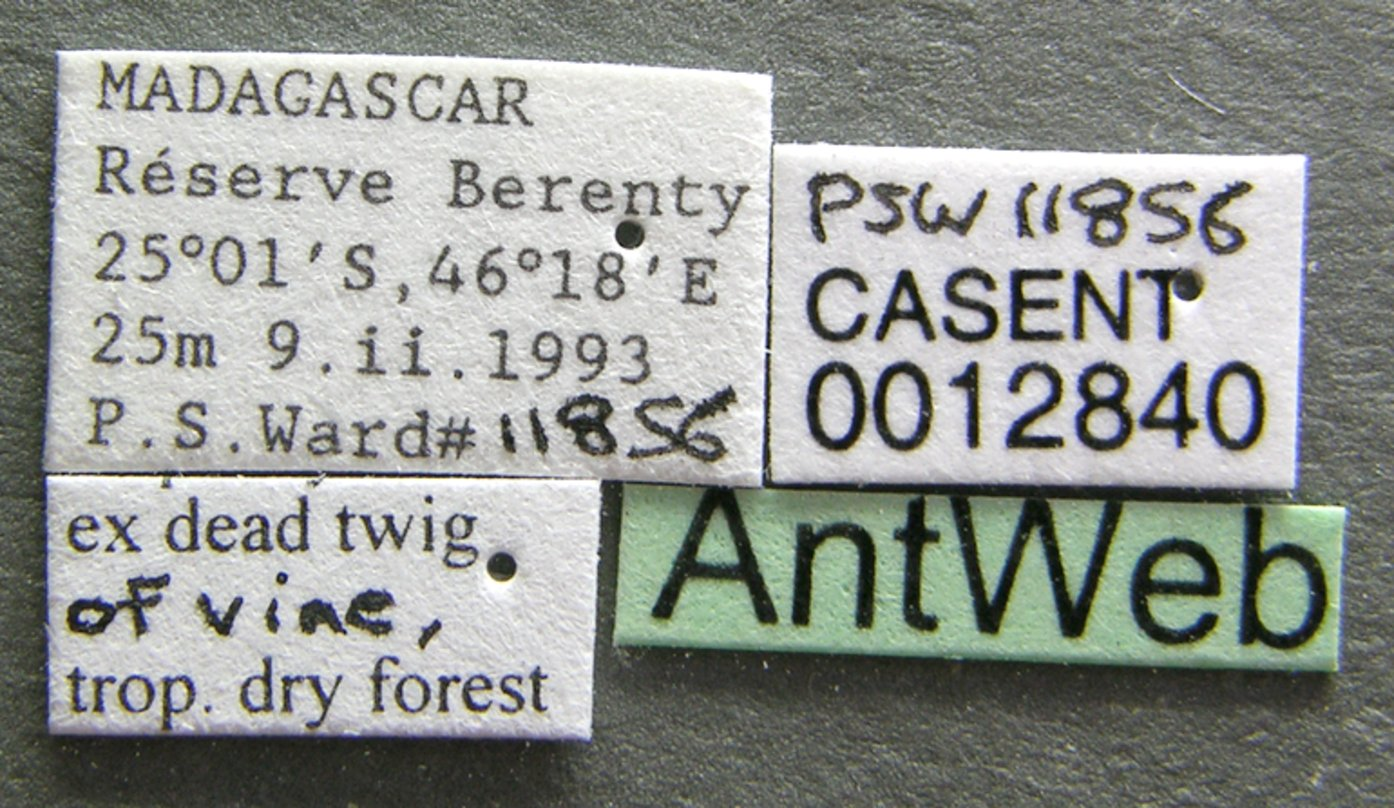
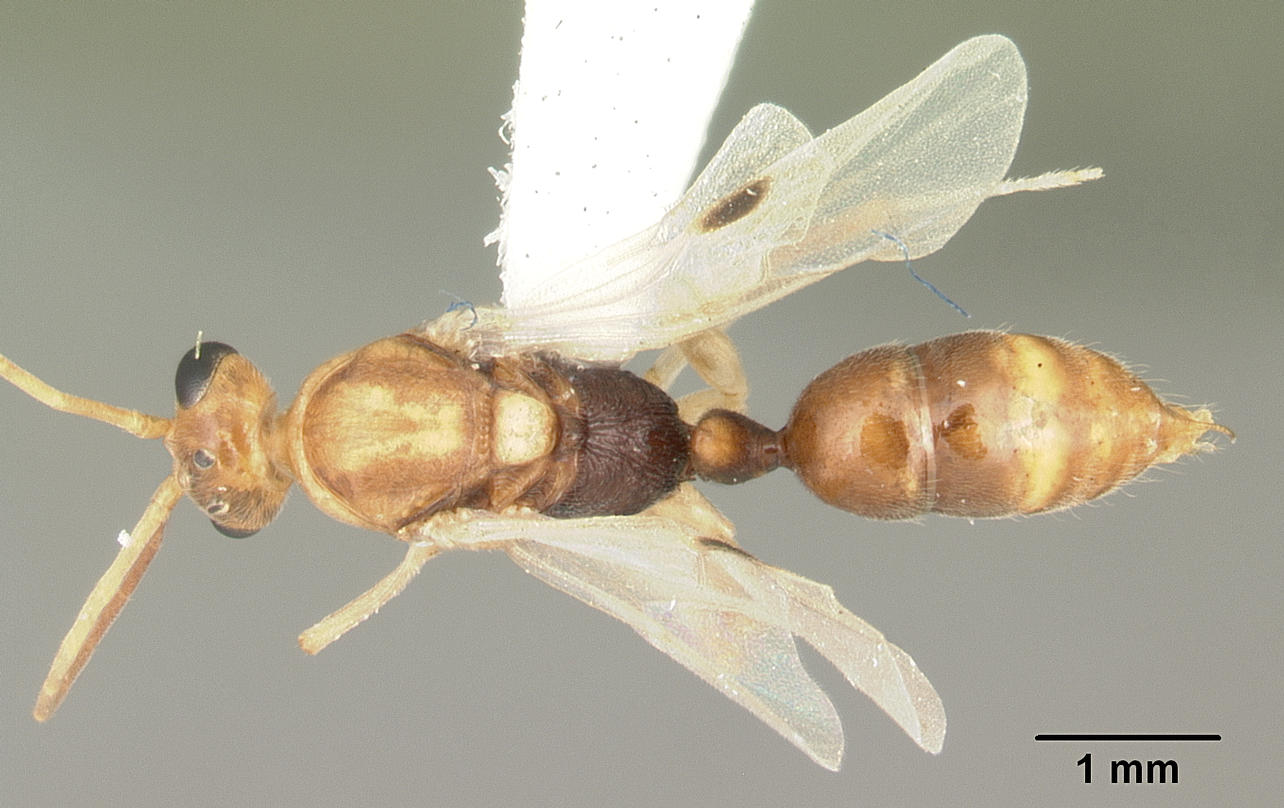
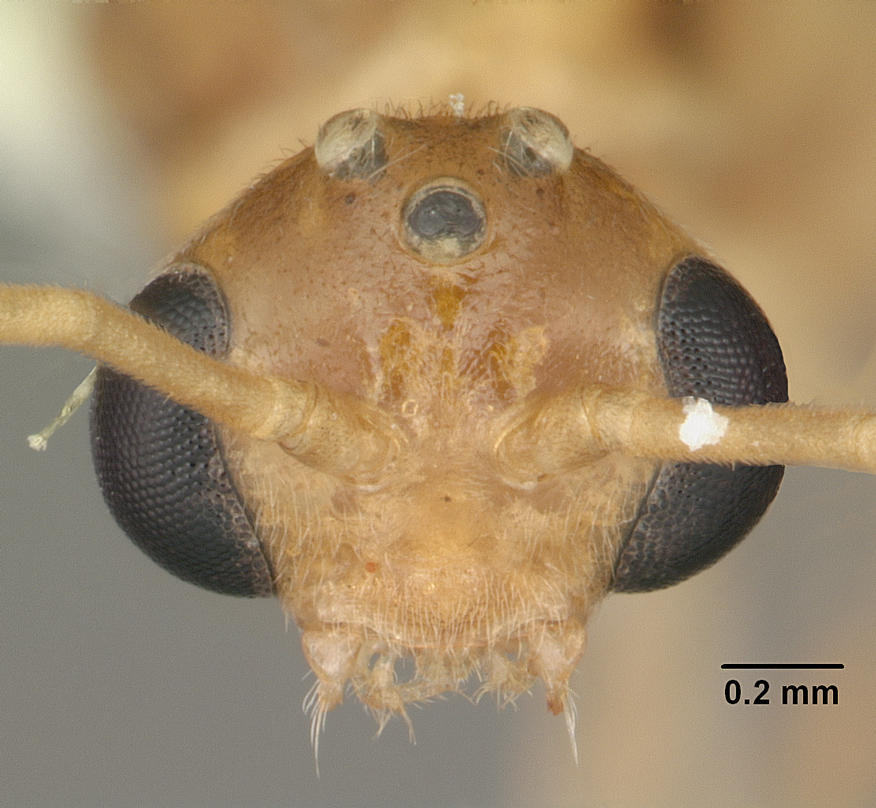
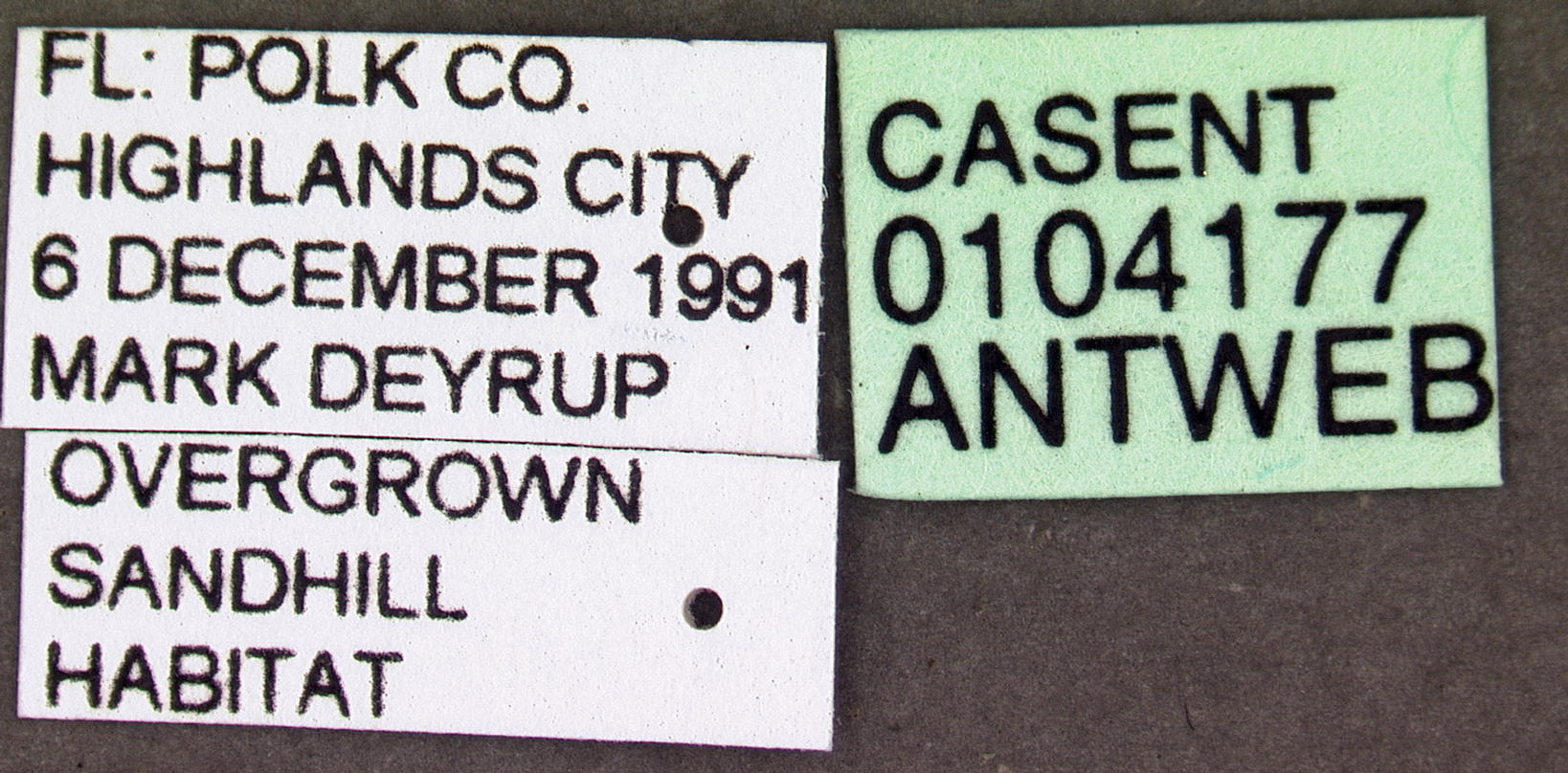
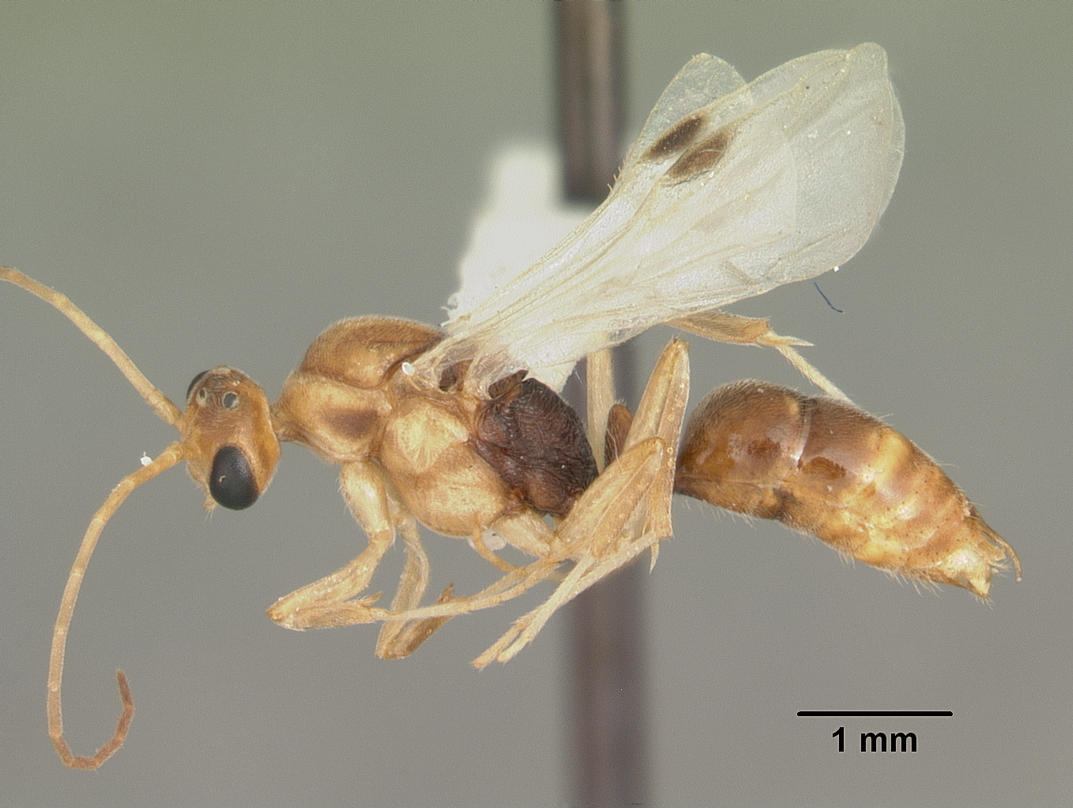
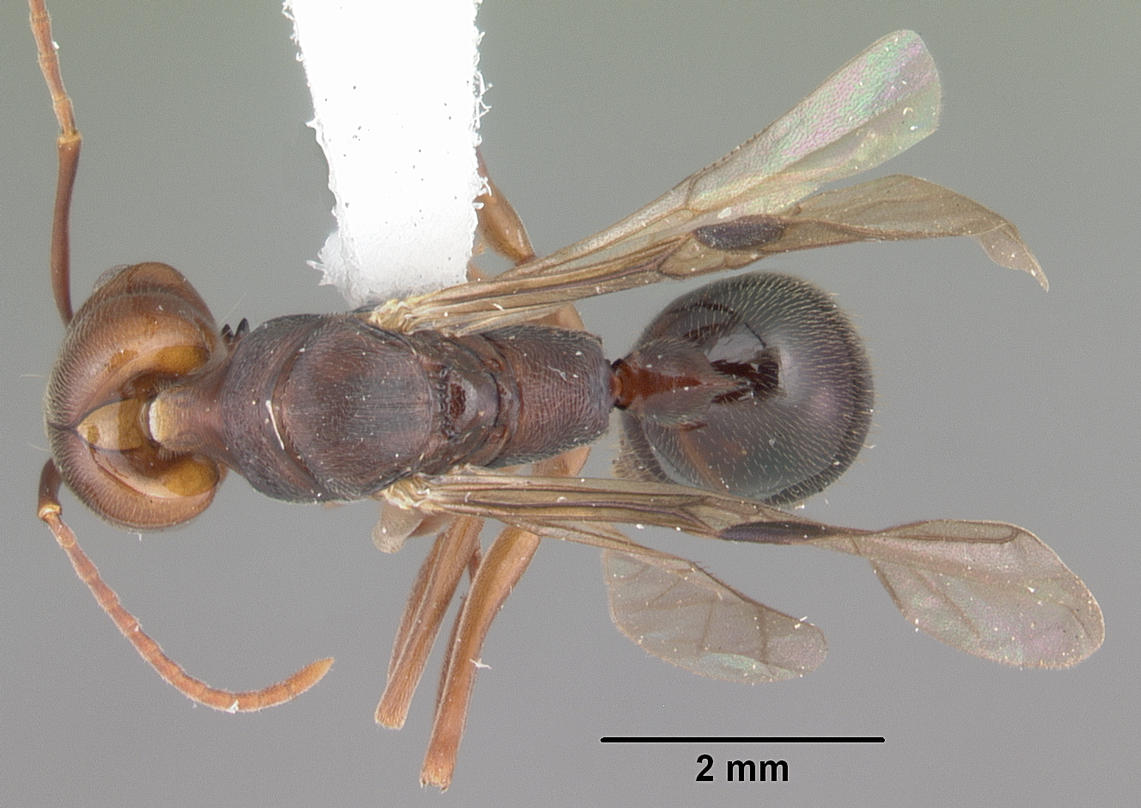